# Lasioglossum strictifrons
Lasioglossum strictifrons är en biart som först beskrevs av Joseph Vachal 1895.  Lasioglossum strictifrons ingår i släktet smalbin, och familjen vägbin. Inga underarter finns listade i Catalogue of Life.